# Ловелл (Мічиган)
Ловелл (англ. Lowell) — місто (англ. city) в США, в окрузі Кент штату Мічиган. Населення — 4142 особи (2020).

## Географія
Ловелл розташований за координатами 42°56′5″ пн. ш. 85°20′46″ зх. д. / 42.93472° пн. ш. 85.34611° зх. д. (42.934600, -85.346219).  За даними Бюро перепису населення США в 2010 році місто мало площу 8,02 км², з яких 7,45 км² — суходіл та 0,57 км² — водойми.

## Демографія
Згідно з переписом 2010 року, у місті мешкали 3783 особи в 1457 домогосподарствах у складі 962 родин. Густота населення становила 472 особи/км².  Було 1581 помешкання (197/км²).
Расовий склад населення:
| - 94,1 % — білих - 1,3 % — чорних або афроамериканців - 0,6 % — корінних американців - 0,6 % — азіатів - 1,1 % — осіб інших рас |

До двох чи більше рас належало 2,3 %. Частка іспаномовних становила 3,0 % від усіх жителів.
За віковим діапазоном населення розподілялося таким чином: 25,7 % — особи молодші 18 років, 59,3 % — особи у віці 18—64 років, 15,0 % — особи у віці 65 років та старші. Медіана віку мешканця становила 37,1 року. На 100 осіб жіночої статі у місті припадало 86,1 чоловіків;  на 100 жінок у віці від 18 років та старших — 81,6 чоловіків також старших 18 років.
Середній дохід на одне домашнє господарство  становив 60 971 долар США (медіана — 58 979), а середній дохід на одну сім'ю — 64 633 долари (медіана — 59 702). Медіана доходів становила 46 595 доларів для чоловіків та 41 176 доларів для жінок. За межею бідності перебувало 10,0 % осіб, у тому числі 22,2 % дітей у віці до 18 років та 1,5 % осіб у віці 65 років та старших.
Цивільне працевлаштоване населення становило 1879 осіб. Основні галузі зайнятості: освіта, охорона здоров'я та соціальна допомога — 25,1 %, виробництво — 20,7 %, науковці, спеціалісти, менеджери — 13,2 %, роздрібна торгівля — 9,5 %.